# روبرت هاتشينسون
روبرت هاتشينسون (بالإنجليزية: Robert Hutchinson)‏ هو مؤرخ بريطاني، ولد في 1948.